# Pierre-André-Charles Petit de Julleville
Pierre-André-Charles Petit de Julleville (ur. 22 listopada 1876 w Dijon, zm. 10 grudnia 1947 w Rouen) – francuski duchowny katolicki, kardynał, arcybiskup Rouen.

## Życiorys
Święcenia kapłańskie przyjął 4 lipca 1903 roku w Paryżu z rąk biskupa Jourdana de La Passardière. Studiował w Rzymie i Paryżu. Był kapelanem wojskowym w czasie pierwszej wojny światowej w latach 1914-1918. 23 czerwca 1927 roku otrzymał nominację na biskupa Dijon, zaś sakrę biskupią otrzymał 29 września 1927 roku w archikatedrze metropolitalnej w Paryżu z rąk kard. Louisa-Ernesta Dubois arcybiskupa Paryża. 10 października 1927 roku odbył ingres do katedry w Dijon. 7 sierpnia 1936 roku został przeniesiony na stolicę metropolitalną w Rouen. Od 18 września 1936 roku do 15 maja 1937 roku pełnił także obowiązki administratora apostolskiego diecezji Dijon. Na konsystorzu 18 lutego 1946 roku papież Pius XII wyniósł go do godności kardynalskiej z tytułem kardynała prezbitera Santa Maria in Aquiro. Zmarł 10 grudnia 1947 w Rouen.